# Tianhe-1
Tianhe-I eller Tianhe-1 eller TH-1 är en superdator vid National Supercomputing Center i Tianjin, Kina.